# 接种
接种是将病原体、微生物或病毒植入人体或其他生物体的行为，用来人工诱导对传染病产生免疫力。术语“接种”也普遍用于指有意将微生物沉积到培养基中，如置于培养微生物的培养皿中，或用于制作酸奶等培养食品和啤酒、葡萄酒等发酵饮料的食品成分中。尽管“接种”（inoculation）、“疫苗接種”（vaccination）和“免疫接种”（immunization）这三个术语经常互换使用，但三者存在重要区别。接种是将病原体或微生物植入人体其他受体；疫苗接种是为某人植入或提供疫苗；而免疫接种是免疫系统应对疫苗或自然感染所导致的抗病性发展。
接种起源悠久，曾在印度、非洲和中国得到使用。